# Вашківецька міська територіальна громада
Вашківецька міська громада — територіальна громада України, у Вижницькому районі Чернівецької області. Адміністративний центр — місто Вашківці.
Площа громади — 136,22 км², населення — 11 577 мешканців (2018).
Утворена 14 вересня 2016 року шляхом об'єднання Вашковецької міської ради та Замостянської, Карапчівської сільських рад Вижницького району.

## Населені пункти
До складу громади входять 7 населених пунктів — 1 місто (Вашківці) і 6 сіл: Бабине, Вали, Волока, Замостя, Карапчів та Слобода-Банилів.